# Caribbean Organisation of Tax Administrators
De Caribbean Organisation of Tax Administrators (COTA) is een instelling van de Caricom. Ze is gevestigd in Georgetown in Guyana.
De COTA werd in 1971 opgericht door de hoofden van regionale belastingdiensten en in 1972 gevestigd. Het doel is om op belastinggebied regionale samenwerking, harmonisatie, efficiëntie en doelmatighied te bevorderen.

## Aangesloten leden
De volgende landen zijn aangesloten bij de COTA:
- Anguilla
- Antigua en Barbuda
- Bahama's
- Barbados
- Belize
- Bermuda
- Britse Maagdeneilanden
- Dominica
- Grenada
- Guyana
- Haiti
- Jamaica
- Kaaimaneilanden
- Montserrat
- Saint Kitts en Nevis
- Saint Lucia
- Saint Vincent en de Grenadines
- Suriname
- Trinidad en Tobago
- Turks- en Caicoseilanden
- Sint Maarten (geassocieerd lid)